# Terzorio
Terzorio är en ort och kommun i provinsen Imperia i regionen Ligurien i Italien. Kommunen hade 263 invånare (2018).